# غرومان إي 1 تراسر
إي 1 تراسر (بالإنجليزية: E-1 Tracer)‏ طائرة إنذار مبكر صنعت لتعمل تحت إمرة بحرية الولايات المتحدة. هي تطوير من سي-1 ترادر ودخلت الخدمة عام 1958. ثم إستبدلت بالطائرة الأحدث إي 2 هاوكي في أوائل السبعينات.
سميت الطائرة «ويلى فاد»، و«ستوف»، أو «ستوف ويث أه رووف».

## الردار
زودت الطائرة برادار من نوع (AN/APS-82) من إنتاج شركة هازيلتين (Hazeltine)، والذي كان يحلل تأثير دوبلر الذي يسببه انعكاس موجات الردار على أسطح المياة.

## الطرازات
- إكس دابليو إف - 1 (XWF-1): تصميم لدراسة طائرات الإنذار المبكر من نوع إس-2 تراكر، والتي لم تصنع أبدا.
- دبليو إف - 2 (WF-2): نسخة من الطائرة سى-1 ترادر ولكن لأغراض الأنذار المبكر.
- إي 1 بي (E-1B): إعادة لتصميم الطراز السابق.

## المستخدمون

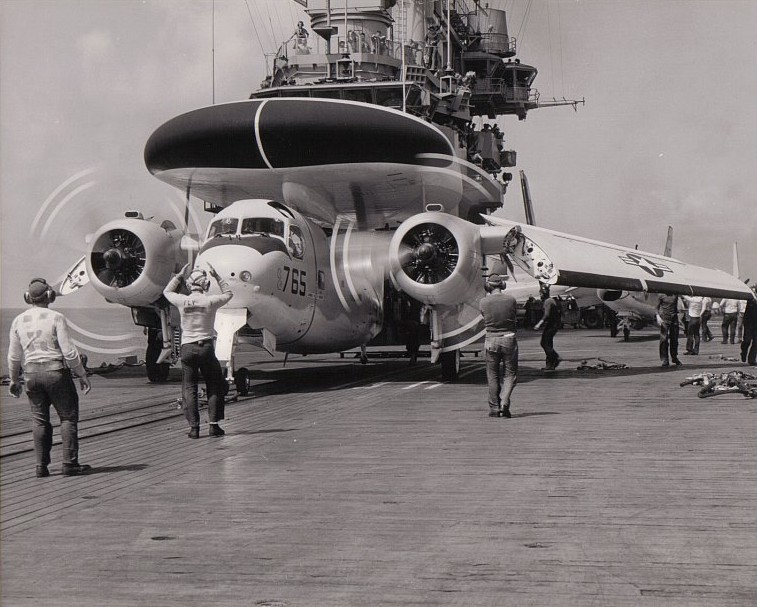
الطراز "دابليو إف -2" على ظهر حاملة الطائرات «يو إس إس هانكوك» عام 1962.

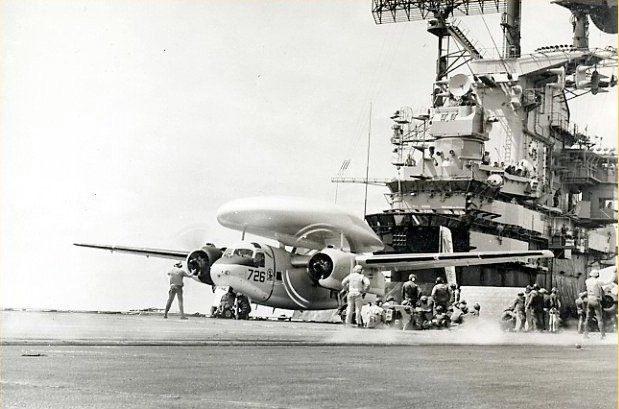
تراسر على سطح حاملة الطائرات USS Bon Homme Richard

- الولايات المتحدة
  - بحرية الولايات المتحدة.

## المواصفات

### الصفات العامة
- الطاقم: 4 (طياران، ضابطان مشغلان للرادار.).
- الطول: 12.9 متر.
- المسافة بين الجناحين: 21.2 متر.
- الارتفاع: 4.9 متر.
- مساحة الأجنحة: 46.35 متر².
- الوزن فارغة: 8,504 كجم.
- الوزن محملة: 12,065 كجم.
- أقصى وزن: 13,22 كجم.
- المحرك: محركان من نوع (Wright R-1820-82WA) من تسعة إسطوانات يعطي قوة دفع 1,137 كيلو نيوتن.

### الأداء
- السرعة القصوى: 287 كيلومتر/ساعة.
- المدى: 2,092 كيلومتر.
- أقصى ارتفاع: 4,800 متر.
- معدل الصعود: 340 متر/ثانية.

### التسليح
- لا تحتوى على أية أسلحة.

## وصلات خارجية
الصفحات باللغة الإنجليزية.
- صفحة «إي 1 تراسير» على موقع Global Security.org

## المصدر
- الصفحة الإنجليزية.